# 厚莖魚屬
厚莖魚屬（Pachycormus，希臘語：παχύς pakhús，‘厚的’、希臘語：κορμός kormós，‘樹幹’）是一種已滅絕的厚莖魚目輻鰭魚，已知生存於早期侏羅紀（托阿爾階）的歐洲。

## 分類
1818年，模式種P. macropterus首次由Henri Marie Ducrotay de Blainville 命名為海鰱目的一個種，1833年由路易·阿加西將其歸入新命名的厚莖魚屬。科學家已在法國、德國和英國的海洋沉積物中發現了其化石。近期厚莖魚屬被認為是單型，僅包含P. macropterus，其他物種被認為是前者近親，儘管這種觀點後來受到了質疑。厚莖魚屬通常被認為是厚莖魚目中的基底生物，最近的系統研究發現厚莖魚屬是厚莖魚目中僅次於直背魚屬（Euthynotus）。